# MACS J0647+7015
MACS J0647+7015 – gromada galaktyk o przesunięciu ku czerwieni z = 0,592. Znajduje się pomiędzy Wielkim i Małym Wozem w gwiazdozbiorze Żyrafy. Stanowi ona część 12 ekstremalnych gromad galaktyk o wartości z > 0,5, odkrytych
przez MAssive Cluster Survey (MACS). Temperatura obiektu wynosi 13,3 ± 1,80 keV.
W roku 2012 uznano, iż gromada ta powoduje soczewkowanie grawitacyjne najodleglejszej znanej wówczas galaktyki (MACS0647-JD, z = 11).